# Cyprian Mrzygłód
Cyprian Mrzygłód (Skaratki pod Rogóźno, 2 febbraio 1998) è un giavellottista polacco.

## Palmarès
| Anno | Manifestazione               | Sede      | Evento                         | Risultato | Prestazione | Note                                                           |
| ---- | ---------------------------- | --------- | ------------------------------ | --------- | ----------- | -------------------------------------------------------------- |
| 2015 | Mondiali allievi             | Cali      | Lancio del giavellotto (700 g) | 16º (q)   | 69,52 m     |                                                                |
| 2016 | Mondiali under 20            | Bydgoszcz | Lancio del giavellotto         | 9º        | 70,48 m     |                                                                |
| 2017 | Europei under 20             | Grosseto  | Lancio del giavellotto         | Oro       | 80,52 m     | Miglior prestazione nazionale under 20                         |
| 2018 | Europei                      | Berlino   | Lancio del giavellotto         | 9º        | 80,20 m     |                                                                |
| 2019 | Europei under 23             | Gävle     | Lancio del giavellotto         | Oro       | 84,97 m     | Record dei campionati · Miglior prestazione nazionale under 20 |
| 2021 | Giochi olimpici              | Tokyo     | Lancio del giavellotto         | 20º (q)   | 78,33 m     |                                                                |
| 2023 | Giochi mondiali universitari | Chengdu   | Lancio del giavellotto         | Argento   | 80,02 m     |                                                                |
| 2023 | Mondiali                     | Budapest  | Lancio del giavellotto         | 15º (q)   | 78,49 m     |                                                                |
| 2024 | Europei                      | Roma      | Lancio del giavellotto         | 16º (q)   | 77,93 m     |                                                                |
| 2024 | Giochi olimpici              | Parigi    | Lancio del giavellotto         | 23º (q)   | 78,50 m     |                                                                |

## Altre competizioni internazionali
2018
- Bronzo in Coppa Europa invernale di lanci (under 23) ( Leiria), lancio del giavellotto - 74,55 m